# Кайков, Андрей Альбертович
Андре́й Альбе́ртович Кайков (род. 25 декабря 1971, Брянск, СССР) — российский актёр театра, кино и озвучивания. Наиболее известен по участию в скетч-шоу «6 кадров».

## Биография
Родился 25 декабря 1971 года в городе Брянске. Закончил среднюю школу № 56. С 1990 по 1994 год учился в Высшем театральном училище имени М. С. Щепкина (курс Н. А. Верещенко).
С 1994 по 2021 год — актёр театра «Содружество актёров Таганки». В сентябре 2021 года вошёл в труппу Театра на Таганке после её объединения с труппой «Содружества», но прослужил в театре в течение лишь одного сезона.
Награждён Митрополитом Брянским и Севским Александром медалью преподобного благоверного князя Олега Брянского 2-й степени "за активное участие в строительстве Храма Великомученика Пантелеймона в посёлке Малое Кузьмино города Брянска".
В 2023 году играет в Театре российской армии (гор. Москва).

### Личная жизнь
Первой супругой актёра стала его однокурсница Евгения Дмитриева, брак продлился два года. После этого актёр женился во второй раз — на своей коллеге актрисе Анне Моховой. Новый супружеский союз стал более продолжительным. За семь лет брака знаменитости сумели обзавестись общим сыном. В настоящее время актёр живёт с третьей женой — журналисткой по имени Людмила. В этом браке на свет появилось двое сыновей.
Болельщик московского ЦСКА, регулярно посещает матчи футбольного и хоккейного клубов, в том числе и на выездных матчах, причём зачастую — в фанатском секторе.

## Деятельность

### Работы на телевидении
«Дорогая передача» на REN-TV, скетч-шоу «6 кадров» на СТС.
Участвовал в рекламных проектах: «Topic», «Эстиэл», «Lay’s», а также в различных юмористических телепроектах.

### Работы в театре
- «Белые столбы» М. Е. Салтыков-Щедрин — провинциал (режиссёр-постановщик Н. Н. Губенко)
- «ВВС» (Высоцкий Владимир Семёнович) — песни, стихи, танцы (режиссёр-постановщик Н. Н. Губенко)
- «Иванов» А. П. Чехов — Косых (режиссёр-постановщик Н. Н. Губенко);
- «Очень простая история» М. Ладо — сосед (режиссёр-постановщик Н. Н. Губенко);
- «Мы попали в западню» А. П. Чехов — Ломов (режиссёр-постановщик А. А. Кирющенко);
- «Дурь» Н. А. Некрасов — Егор (режиссёр-постановщик А. А. Кирющенко);
- «Враги» М. Горький — Рябцов (режиссёр-постановщик Н. А. Поглазов);
- «Две Бабы-Яги» Р. Сеф — Баба-Яга (режиссёр-постановщик К. Д. Гарин);
- «Иван-царевич, Серый волк и другие» В.Маслов — Кащей (режиссёр-постановщик С. А. Кутасов).
- театральный проект «Шесть кадров шоу» (режиссёр-постановщик А. А. Жигалкин)
- «Про Федота-стрельца, удалого молодца» — царь (режиссёр-постановщик A. М. Вилькин)
- «Мужской род, единственное число» — Альберт
- «Женитьба» (ЦАТРА) — Кочкарёв

### Фильмография
1. 1994 — Лимита
2. 2005 — Аэропорт — бриллиантоглотатель (25-я серия «Транзит»)
3. 2005 — Девочки — Серёжа
4. 2005 — Золотой телёнок — шурин Берлаги (3 серия)
5. 2005 — Солдаты-5 — Коля, друг Кузьмы Соколова
6. 2006 — Конец света — Белый
7. 2006 — Моя прекрасная няня — администратор ювелирного магазина (128-я серия «Светская жизнь»)
8. 2006 — Счастливы вместе — Егор Банных, брат Даши (34-я серия «Банное безумие»)
9. 2006 — Кто в доме хозяин? — Андрюша Прозоров, сосед (серия 92 «Розы и укроп»)
10. 2006 — Кадетство — журналист
11. 2007 — Аферисты (Россия, Украина) — администратор
12. 2007 — Морская душа — Леонидов
13. 2007 — Студенты International — Бурый
14. 2007 — Вся такая внезапная (27-я серия «Стильные духом»)
15. 2007 — Папины дочки — инспектор министерства образования (59-я серия)
16. 2008 — Никто не знает про секс 2 — Майкл
17. 2008 — Короли игры — грабитель (7-я серия)
18. 2008 — Новогодняя засада — Герберт Кюхле, немецкий искусствовед и антиквар
19. 2008 — Очень русский детектив — священник
20. 2009 — Генеральская внучка — Роман Стрижевский
21. 2009 — Деревенская комедия — Антон Павлович, фельдшер
22. 2009 — Синдром Феникса — психиатр
23. 2010 — На измене — Костя Вишневский, помощник Соломатина
24. 2010 — Гаражи — пайщик, у которого «угнали» автомобиль (3-я серия «Последний угон»)
25. 2010 — 2019 — Воронины — Роман Альбертович Шварц, старший брат Насти
26. 2011 — All inclusive, или Всё включено — Боря
27. 2011 — Неваляшка-2 — поэт Кузьма
28. 2012 — Ржевский против Наполеона — пленный
29. 2012 — Улицы разбитых фонарей 12 — старший лейтенант Лев Глушко
30. 2012 — Большая ржака — Филипп
31. 2012 — О нём — участковый
32. 2012 — Свидание
33. 2012 — Москва 2017 — Павел
34. 2012 — Ералаш (выпуск № 264, сюжет «Правильный портфель»)[2] — продавец в магазине
35. 2013 — Страна хороших деточек — кот Багет
36. 2013 — Улицы разбитых фонарей 13 — старший лейтенант Лев Глушко
37. 2013 — Всё включено 2 — Боря
38. 2013 — 2021 — Горюнов — Евгений Лукин, адвокат, друг Сергея Гудинова
39. 2014 — Море. Горы. Керамзит — Петенька
40. 2015 — Орлова и Александров — Павел Оленев
41. 2017 — Максимальный удар — Лёвкин
42. 2017 — Мир вашему дому! — Менахем-Мендл
43. 2017 — Оперетта капитана Крутова — Геннадий Иванович Шварцкопф, следователь
44. 2018 — Домашний арест — переговорщик от ига (12-я серия)
45. 2018 — Годунов — дьяк Окулов (1-я серия)
46. 2018 — Специалист — Карл
47. 2022 — Танцы на высоте! — поэт

## Скетч-шоу
1. 2006 — 6 кадров

### Озвучивание мультфильмов
1. 2008 — Стёпочкин и Лунный десант — инопланетяне
2. 2016 — Синдбад: Пираты семи штормов — Кесам